# Novo Itacolomi
Novo Itacolomi este un oraș în Paraná (PR), Brazilia.